# GDDR5
GDDR5 (Graphic Double Data Rate 5) je typ paměti navržený speciálně pro GPU namísto DDR. Tento druh paměti oproti svým  předchůdcům GDDR3 a GDDR4 má přenos 4 bitů za 1 takt. Proto při 1 GHz je efektivní frekvence 4 GHz.
Paměti GDDR5 vyrábí firmy Samsung, Hynix Semiconductor a Micron Technology. Dříve[kdy?] je vyráběla i firma Qimonda, ale ta zbankrotovala.
Paměťové čipy jsou osazovány a pájeny na nemalou část nových grafických karet.[zdroj?] Paměti typu GDDR5 lze najít v segmentech jako je nižší mainstream, mainstream až po high-end. Pokud někdo hledá grafickou kartu, měl by se dívat nejdříve na její typ a GDDR5 je vhodná pro hráče díky své rychlosti. Často se výrobci grafických karet snažili nalákat uživatele na počet GB u grafické karty, ale nabízeli levnější typy DDR3, které byly pomalé a mnohdy díky pomalé sběrnici nebylo možné využít ani celé spektrum grafické paměti na kartě.
Tyto paměti budou v blízké budoucnosti[kdy?] nahrazeny paměťmi HBM a jako první s nahrazením GDDR5 chce začít firma AMD. První paměti GDDR5 uvedla firma Hynix Semiconductor už v roce 2007, takže paměti jsou na trhu docela dlouho i přesto mezitím docházelo k zlepšování výrobního procesu a tedy i energetické efektivnosti těchto pamětí.
Pokračování v řadě pamětí je paměť s označením GDDR5X, které se však příliš od původní GDDR5 neliší, je především přetaktovaná na vyšší frekvenci.